# ジョン・デラヴァル (初代デラヴァル男爵)

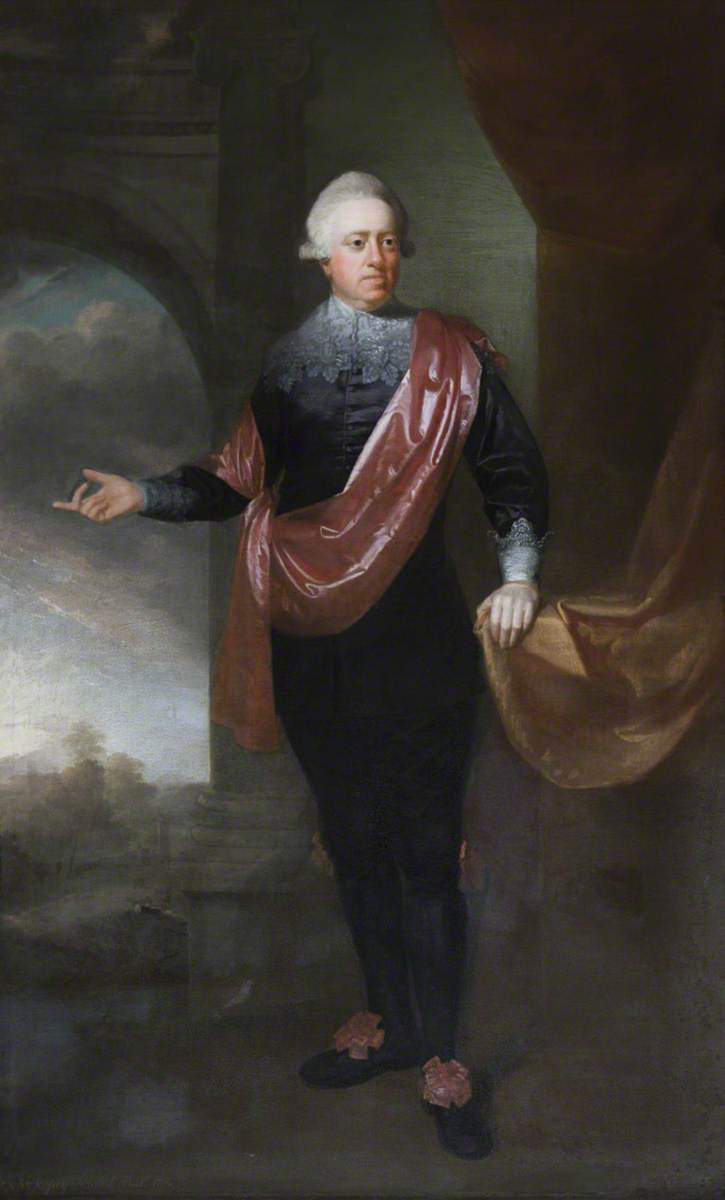
ウィリアム・ベルによる肖像画、1774年。

初代デラヴァル男爵ジョン・ハッシー・デラヴァル（英: John Hussey Delaval, 1st Baron Delaval、1728年3月17日 – 1808年5月17日）は、イギリスの地主、政治家。庶民院議員を務めたほか、ノーサンバーランド州のシートン・スルース港を発展させたことで知られる。

## 生涯
フランシス・ブレイク・デラヴァルと妻ローダ（ロバート・アプリースの娘）の次男として、1728年3月17日に生まれた。1737年から1745年までウェストミンスター・スクールで教育を受けた後、1746年7月3日にケンブリッジ大学ペンブルック・カレッジに入学したが、女性に「ハーグリーヴス大尉」（Captain Hargreaves）の偽名を名乗らせて一緒に住んだことがばれて退学した。
1752年12月9日に父が死去すると、兄にあたるフランシス・ブレイク・デラヴァルがその遺産を相続したが、1755年までに財政難に陥り、同年にはジョン・ハッシーが毎年4,000ポンドを兄に支払うことを代償に、領地の管理権を取得した。1771年8月7日に兄が死去すると、その領地を正式に相続した。
1754年イギリス総選挙では兄がニューアーク選挙区で、ジョン・ハッシーがべリック＝アポン＝ツイード選挙区で出馬した。ニューアークではラトランド公爵と首相ニューカッスル公爵に影響力があり、ニューカッスルが自身の推す候補にラトランド公爵の候補との協力を命じたため、デラヴァル家はニューカッスル公爵と敵対するバーナード・ウィルソン（Bernard Wilson）と手を組んだ。2人区のべリック＝アポン＝ツイードでは現職の与党所属議員1名、デラヴァル、ジョン・ウィルクスが出馬しており、うち現職議員がべリックの旧家出身で、デラヴァルもノーサンバランド伯爵が後援した。ニューカッスルはニューアークでの敵対によりウィルクス支持を選択し、船で有権者を投票所に運ぼうとしたものの間に合わず、ジョン・ハッシーは307票（得票数2位）で当選した。
ウィルクスは1754年11月に選挙申立をして、デラヴァルはウィットを富むものの不真面目な演説で反論した。この演説に対し陸軍支払長官のウィリアム・ピット（大ピット）が辛辣に反論した。デラヴァルは選挙では首相と敵対して野党に属したものの、ヘンリー・フォックスが入閣すると与党に転じた。しかしデラヴァルは選挙区の経営がおろそかになり、1761年イギリス総選挙で現職の与党所属議員1名とジョン・クロフォードが立候補を宣言するとクロフォードに協力を打診した程度だった。クロフォードに協力を拒否されると、デラヴァルは立候補をあきらめた。デラヴァルの後援者ノーサンバランド伯爵は1761年1月にニューカッスルに手紙を書き、議席をなんとか探そうとしたが、結局デラヴァルが1761年の総選挙で当選することはなかった。。デラヴァルは1761年7月1日に準男爵に叙された。
ノーサンバランド伯爵は内閣がグレンヴィル内閣に変わると、今度は首相ジョージ・グレンヴィルにデラヴァルの議席探しを求めた。デラヴァルの議席は結局べリックで見つかった。クロフォードが1764年に死去して、1765年1月に補欠選挙が行われることとなったためであり、グレンヴィルは支持を約束したものの、もう1人の現職議員の甥にあたるウィルモット・ヴォーンも立候補した。この補欠選挙では政府からべリックの官僚への圧力が強く、ロンドンからの代表者が関税局の職員に「デラヴァルに投票しなければ直ちに解雇する」と脅したほどだった。ヴォーンが撤退したかどうかは不明だったが、いずれにせよデラヴァルは補欠選挙で当選し、同年12月にはもう1人の現職議員の辞任によりヴォーンが補欠選挙で当選した。1768年イギリス総選挙ではデラヴァルが無投票で再選した。2度目の議員期では1766年2月に印紙法廃止に反対、1767年2月にチャタム伯爵内閣が提出した土地税法案に賛成、1769年2月にジョン・ウィルクスの当選をめぐる採決で政府を支持した。
1774年イギリス総選挙でノーサンバランド公爵（1766年にノーサンバランド伯爵が昇叙）の後援を受けてノーサンバーランド選挙区から出馬した。ノーサンバーランド選挙区では公爵が1人を、州のジェントリ層がもう1人を指名するという慣例が10年以上続いており、公爵が総選挙で自身の息子とデラヴァルを支援したことは慣例破りとみられた。そのため、ジェントリ層も候補2名を出したが、選挙の結果は公爵の息子とジェントリの候補1名が当選、慣例が広く支持されたことが再確認された。デラヴァルは公爵との関係が薄いことを強調しようとしたが、結局16票差（得票数1083票、3位）で落選した。
1780年イギリス総選挙において、デラヴァルは三たびべリックから出馬して、無投票で当選した。1784年イギリス総選挙でも334票と3位に大差をつけて再選した。3度目の議員期ではノース内閣、フォックス＝ノース連立内閣を支持、シェルバーン伯爵内閣期の1783年2月にアメリカ独立戦争の予備講和条約に反対票を投じた。連立内閣への支持により、1783年10月17日にアイルランド貴族であるウィックロー県におけるレッドフォードのデラヴァル男爵に叙された。1784年2月に第1次小ピット内閣への問責決議に賛成したが、同年の再選直後に突如小ピット支持に転じて批判された。以降1785年4月に小ピットの選挙改革案に賛成票を投じ、1786年8月21日にグレートブリテン貴族であるノーサンバーランド州におけるシートン・デラヴァルのデラヴァル男爵に叙された。
1808年5月17日にシートン・デラヴァルで朝食をとっている最中に死去、6月13日にウェストミンスター寺院に埋葬された。息子に先立たれており、爵位はすべて廃絶した。シートン・デラヴァルやリンカンシャーのドディントンといった遺産は弟にあたるエドワード・ハッシー・デラヴァルが相続した。

## 家族と私生活
1750年4月2日、スザンナ・ポッター（Susanna Potter、1783年10月1日没、ジョン・ポッターの未亡人、R・ロビンソンの娘）と結婚、1男6女をもうけた。この結婚によりソーホーとメイフェアでの不動産を得た。
- ローダ（1751年2月18日 – 1770年8月7日[12]）
- スザンナ（1753年6月23日 – 1765年/1766年[12]）
- ソフィア・アン（1793年7月24日没） - 1780年2月6日、ジョン・マクシミリアン・ジャディス（John Maximilian Jadis）と結婚[12]
- ジョン（1756年5月26日 – 1775年7月7日） - 生涯未婚[2]
- エリザベス（1785年7月11日没） - 1781年5月21日、第19代オードリー男爵ジョン・シックネス＝タチェット（英語版）と結婚、子供あり[13]
- フランシス（1839年没） - 1778年8月1日、庶民院議員ジョン・フェントン（英語版）と結婚[12]
- サラ・ハッシー（1763年7月1日 – 1800年10月7日） - 1780年6月3日、第2代ティアコネル伯爵ジョージ・カーペンター（英語版）と結婚、子供なし[14]

スザンナの死後、デラヴァルは1786年から1796年までエリザベス・ヒックス（Elizabeth Hicks、1770年ごろ – 1796年）を愛人とした。1803年1月5日には1795年に知り合ったスザンナ・エリザベス・ナイト（Susaanna Elizabeth Knighht、1762年ごろ – 1822年8月20日）と再婚したが、2人の間に子供はいなかった。
領地経営では約7,000エーカー (28 km2)にわたるフォード城の領地に9000ポンドを費やして農園を建て、10000ポンドを費やして城を改築した。同じくノーサンバーランド州のニュー・ハートリーでは炭鉱にポンプや荷車鉄道を建設して、石炭の増産に成功した。1762年にロイヤル・ノーサンバーランド・ボトル工場（Royal Northumberland Bottle Works）というガラス瓶工場を設立した後、物流の需要が増えたことがあり、1764年には10000ポンドとされる経費を費やしてシートン・スルース港を建設した。これらの努力により、ハートリーのガラス瓶工場は1788年から1800年代までイギリス最大のガラス瓶工場の地位を維持し、毎年20万瓶以上生産できた。ほかには緑礬工場も操業を開始した。シートン・スルースの村では1790年までに市場、学校、ブルワリーが次々と建設され、デラヴァルに因んで、通りの名前に「ジョン」、「ハッシー」、「デラヴァル」の名前が使われた。フランシス・アスカム（Francis Askham）は1952年の著書で「ここでお金を稼いで、ほかのところで使う機会はない」ほど発展したと評した。
1759年に相続したリンカンシャーのドディントンでも17000ポンドを領地改良に費やしたが、1774年に弟エドワードに奪われたため、その報復措置としてドディントンに生えた木をすべて伐採するよう命じた。